# BRIT Awards/British Artist of the Year
Der BRIT Award for British Artist of the Year wurde 2022 eingeführt und ersetzte die Kategorien British Female Solo Artist und British Male Solo Artist. Damit wurde die Trennung nach zwei Geschlechtern aufgehoben und der gesellschaftlichen Anerkennung weiterer Geschlechtsidentitäten Rechnung getragen. Ausgezeichnet werden können in Großbritannien geborene, über einen britischen Pass verfügende oder mehr als fünf Jahre in Großbritannien lebende Personen.
Die Gewinner und Nominierten werden von einem Komitee bestehend aus knapp 1.200 Mitgliedern gewählt. Das Wahlkomitee besteht aus Musikern/Musikschaffenden, Mitarbeitern des Musikgewerbes, von Plattenfirmen und der Musikmedien, Managern, Produzenten, Promotern und anderen Musikdienstleistern.
In den ersten beiden Jahren gab es vorab fünf Nominierungen. Nachdem 2023 fünf Männer vorgeschlagen worden waren, wurde die Liste der Nominierten auf zehn Personen erweitert.
Central Cee und Fred Again führen mit je drei Nennungen die Liste der Interpreten mit den meisten Nominierungen an. 

## Übersicht
| Jahr | Gewinner     | Nominierte |
| ---- | ------------ | --- |
| 2022 | Adele        | - Dave - Sam Fender - Little Simz - Ed Sheeran                                                                                    |
| 2023 | Harry Styles | - Central Cee - Fred Again - George Ezra - Stormzy                                                                                |
| 2024 | Raye         | - Arlo Parks - Central Cee - Dave - Dua Lipa - Fred Again - J Hus - Jessie Ware - Little Simz - Olivia Dean                       |
| 2025 | Charli XCX   | - Beabadoobee - Central Cee - Dua Lipa - Fred Again - Jamie xx - Michael Kiwanuka - Nia Archives - Rachel Chinouriri - Sam Fender |

## Statistik
Stand: 2025
| Nominations | Artist      |
| ----------- | ----------- |
| 3           | Central Cee |
| 3           | Fred Again  |
| 2           | Dave        |
| 2           | Dua Lipa    |
| 2           | Little Simz |
| 2           | Sam Fender  |

Anmerkung
In den ersten vier Ausgaben gab es vier verschiedene Gewinner, aber Adele, Siegerin von 2022, hatte zuvor bereits zweimal in der Kategorie British Female Solo Artist gewonnen.